# Адолф Йохан I (Пфалц-Цвайбрюкен-Клеебург)
Адолф Йохан I фон Пфалц-Цвайбрюкен-Клеебург (на немски: Adolf Johann I von Pfalz-Zweibrücken-Kleeburg, на шведски: Adolf Johan av Pfalz-Zweibrücken; * 11 октомври 1629, дворец Стегеборг, Швеция; † 14 октомври 1689, дворец Стегеборг) от по-младата линия Цвайбрюкен на род Вителсбахи, е третият пфалцграф и херцог на Стегеборг и на Цвайбрюкен-Клеебург (1654 – 1689), шведски имперски маршал (1653 – 1654).

## Живот
Той е най-малкият син на херцог и пфалцграф Йохан Казимир фон Пфалц-Цвайбрюкен-Клеебург (1589 – 1652) и съпругата му принцеса Катарина Шведска (1584 – 1638), дъщеря на шведския крал Карл IX († 1611) и първата му съпруга Анна Мария фон Пфалц († 1589), полусестра на Густав II Адолф. Брат е на крал Карл Х Густав, който през 1654 г. става крал на Швеция.
Баща му отива през 1622 г. в Швеция и се жени за майка му. През Тридесетгодишната война фамилията му се установява в Швеция.
Адолф Йохан I се жени на 19 юни 1649 г. в Стокхолм за графиня Елза Беата Персдотер Брахе цу Визингсборг (* 31 август 1629, Ридбохолм; † 5 април 1653, Вадстена, Остроготия), дъщеря на граф Пер Греве Брахе-Висингсборг „Млади“ (1602 – 1680) и Христина Катарина Щенбок (1608 – 1650).
Той се жени втори път на 8 февруари 1661 г. в Тидьо за графиня Елза Елизабет Нилсдотер Брахе цу Визингсборг (* 29 януари 1632, Щетин; † 24 фъвруари 1689, Стегеборг), вдовица на Ерих Греве Оксенстиерна аф Зьодермьоре (1624 – 1656) дъщеря на генерал граф Нилс Брахе-Висингсборг († 1632) и Анна Маргарета Бжелке (1603 – 1643).
Умира на 60-годишна възраст. Погребан е в Стренгнес, Швеция.

- Адолф Йохан I,
 ок. 1660
- Елза Беата Брахе
- Елза Елизабет Брахе,
 ок. 1670

## Деца
От първия брак с графиня Елза Беата има един син:
- Густав Адолф (1652 – 1652)

От втория брак с Елза Елизабет има децата:
- Катарина (1661 – 1720), омъжена 1696 г. в Оснабрюк за граф Христоф фон Гиленстиерна (1647 – 1705 в Стокхолм)
- Мария Елизабет Луиза (1663 – 1748), омъжена 1703 г. (развод 1704) за Христоф Готлоб фон Герсдорф († 1742 в Дрезден)
- Карл Йохан (1664 – 1664)
- Йохан Казимир (1665 – 1666)
- Адолф Йохан ИИ (1666 – 1701 в Литва)
- Густав Казимир (1667 – 1669)
- Христиана Магдалена (1669 – 1670)
- Густав Самуел Леополд (1670 – 1731), пфалцграф и херцог на Пфалц-Цвайбрюкен, женен I. 1707 г. (развод 1723) за Доротея фон Пфалц-Велденц (1658 – 1723), II. на 13 май 1723 г. за Луиза Доротея фон Хофман (1700 – 1745)
- дете (*/† 1671)